# Walt Stickel
Walter Eugene „Walt“ Stickel (* 31. März 1922 in Philadelphia, Pennsylvania; † 6. Dezember 1987 in Tequesta, Florida) war ein US-amerikanischer American-Football-Spieler. 

## Spielerlaufbahn

### Collegekarriere
Walt Stickel wuchs in seiner Geburtsstadt auf, wo er auf der Highschool die ersten Erfahrungen mit American Football machte. Nach seinem Schulabschluss studierte er zunächst an der University of Pennsylvania, wechselte allerdings nach einem Studienjahr an die University of Tulsa. Nach seinem Wehrdienst in der US Navy setzte er 1943 unter Freistellung vom Militärdienst sein Studium an der University of Pennsylvania fort. An seinem College spielte er Football für die Penn Quakers sowohl in der Defensive Line, als auch in der Offensive Line. 1943 und 1944 wurde Stickel aufgrund seiner sportlichen Leistungen von seinem College ausgezeichnet. Im Jahr 1944 nahm er zudem an einem Ligaauswahlspiel teil.

### Profikarriere
Walter Stickel wurde im Jahr 1945 in der 21. Runde an 215. Stelle durch die Chicago Bears gedraftet. Erst nach Beendigung seiner Militärdienstzeit konnte er sich im Jahr 1946 dem Team aus Chicago anschließen. George Halas, der Head Coach der Bears, setzte Stickel neben Joe Stydahar, Bulldog Turner und Ed Sprinkle überwiegend in der Offensive Line der Mannschaft ein, wo er die Aufgabe hatte den Quarterback des Teams, Sid Luckman, zu schützen und dem Halfback George McAfee den Weg in die gegnerische Endzone frei zu blocken.
In seinem Rookiespieljahr feierte Stickel auch seinen größten sportlichen Erfolg. Die Bears hatten 1946 acht von elf Spielen in der Regular Season gewonnen  und trafen im NFL-Endspiel auf die New York Giants, die mit 24:14 besiegt werden konnten. Nach diesem Endspielsieg konnten sich die Bears als Spitzenteam in der NFL etablieren. Der Einzug in ein weiteres Endspiel gelang Stickel mit seinem Team allerdings nicht.
Nach der Saison 1949 wechselte Stickel im Tausch gegen Draft-Rechte von den Bears zu den von Greasy Neale trainierten Philadelphia Eagles. Neale wurde in der Saison 1951 durch Bo McMillin und Wayne Millner ersetzt. Beide Spieljahre bei der Mannschaft aus seiner Heimatstadt verliefen für Stickel nicht erfolgreich. Nach der Saison 1951 musste Walt Stickel seine Laufbahn aufgrund von Verletzungen beenden.

## Nach der Laufbahn
Das weitere Leben von Walt Stickel war durch die zahlreichen Verletzungen, die er sich durch Football spielen zugezogen hatte geprägt. Er arbeitete zunächst in der Privatwirtschaft, bevor er sich in leitender Position der Delaware River Port Authority anschloss. Sein erstes Kind mit seiner ersten Ehefrau starb aufgrund eines Geburtsfehlers kurz nach der Geburt. 15 Jahre nach dem Ende seiner Laufbahn ließ er sich scheiden und zog nach Florida, wo er zum zweiten Mal heiratete und Vater zweier Kinder wurde.